# Pauline (George Sand)
Pour les articles homonymes, voir Pauline.
Pauline est un roman publié par l'écrivaine française George Sand en 1839-1840 dans la Revue des Deux Mondes puis édité en volume en 1841. Il s'agit d'une étude sociale qui relate les retrouvailles entre deux amies dont l'une, Pauline, supporte mal l'ennui de sa vie en province, tandis que l'autre est partie à Paris pour devenir actrice.

## Résumé
L'histoire se déroule en France dans les années 1830. Laurence, une actrice parisienne à succès, est en route pour Lyon dans une chaise de poste. La nuit venue, la voiture fait étape dans une petite ville de province et on l'installe dans une auberge le temps d'obtenir des chevaux frais. Laurence s'aperçoit alors qu'elle s'est trompée de chaise de poste et que son erreur l'a ramenée dans la petite ville de Saint-Front, non loin de Paris. Bouleversée par la coïncidence, Laurence se souvient de sa jeunesse passée en compagnie de son amie Pauline, originaire de Saint-Front. Laurence a fini par quitter la ville et par partir pour Paris car elle souhaitait se consacrer à la carrière de comédienne, une activité jugée indigne par beaucoup de gens à l'époque, et notamment par la mère de Pauline, madame D… Les deux amies ne se sont plus donné de nouvelles, mais Laurence ne peut résister au besoin de revoir Pauline. Elle se rend chez elle et retrouve Pauline emprisonnée dans une vie monotone en province, seule en compagnie de sa mère laide, infirme et presque aveugle, dont elle s'astreint à prendre soin. Les retrouvailles se passent d'abord très bien. Pauline admire Laurence dont elle envie la vie parisienne qui est un véritable « tourbillon ». De son côté, Laurence admire Pauline pour la patience en apparence angélique avec laquelle elle supporte sa vie austère et ennuyeuse. 

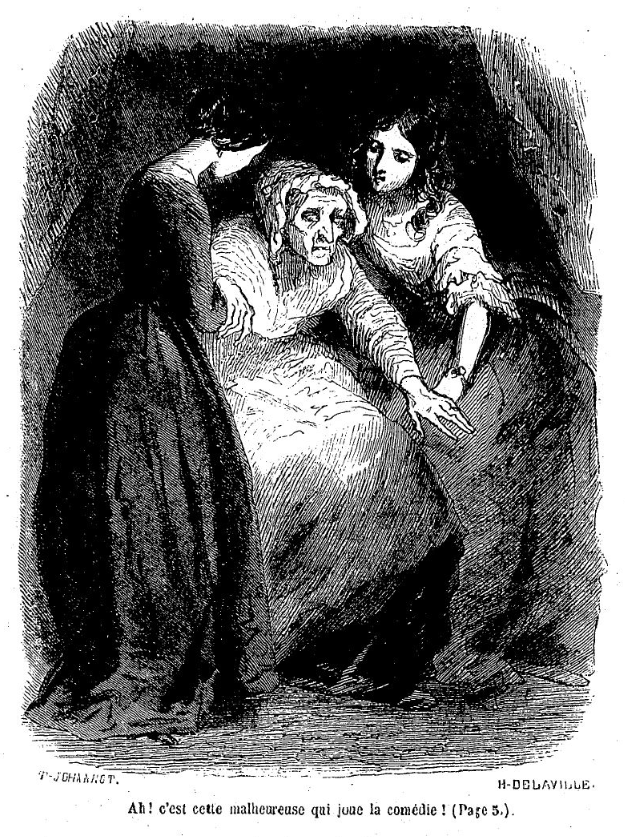
Pauline, Laurence et madame D... Illustration de Tony Johannot pour une réédition du roman en 1852.

Pauline parvient à fléchir madame D... qui accueille Laurence et finit par apprécier sa conversation pleine d'esprit. En quelques heures, l'arrivée de Laurence fait le tour de la ville et suscite toutes sortes de rumeurs alarmées ou envieuses. Le maire se présente pour demander son passeport à l'inconnue, et il est vite conquis par les manières gracieuses de Laurence. La moitié de la ville finit par se presser chez madame D... sous des prétextes divers, pour admirer Laurence dont tout le monde avait dit du mal quelques années plus tôt lorsqu'elle avait décidé de se consacrer au théâtre, mais que tout le monde veut voir maintenant qu'elle est célèbre. Laurence finit par devoir repartir pour gagner Lyon où elle doit se produire sur scène dans Phèdre. Pauline se désespère à l'idée d'être rendue à sa vie sans intérêt.
Un an après, Saint-Front bruit encore du souvenir du passage de Laurence, ce qui achève de désespérer Pauline qui ne supporte plus sa vie provinciale. Sa mère, madame D…, finit par mourir de vieillesse. L'héritage de Pauline est aussitôt consumé par d'anciennes dettes de son père qu'elle tient à payer. Elle n'a plus rien. Laurence et sa mère, madame S..., convainquent alors Pauline de monter à Paris où elles l'hébergent chez elles. La découverte de Paris se passe bien dans un premier temps : Pauline s'occupe de la maison et jouit d'une certaine considération puisque Laurence la traite en amie véritable. Mais Pauline s'intéresse de plus en plus au monde et son calme se trouble peu à peu. 
Un certain Montgenays, homme séducteur et vain, fait partie des connaissances de Laurence qu'il jalouse secrètement et qu'il désire séduire. En rencontrant Pauline, il décide d'utiliser la jeune provinciale innocente dans ses projets : il feint de tomber amoureux d'elle dans l'espoir de rendre Laurence jalouse. Le plan fonctionne avec Pauline, persuadée d'avoir un soupirant pour de bon. Laurence, elle, n'est ni amoureuse de Montgenays ni jalouse de Pauline, dont elle souhaite sincèrement le bonheur. Mais madame S… a tôt fait de percer à jour les projets de Montgenays et met Laurence en garde contre le danger qu'il fait courir à Pauline.  Lavallée, un vieil acteur ami de Laurence, voit clair lui aussi dans le jeu de Montgenays et prête main-forte à Laurence. Il tente lui aussi de prévenir Pauline, mais en vain. Laurence et Lavallée cherchent alors à amener Montgenays à se trahir. Un soir, Lavallée lui fait écrire une lettre d'amour pour Laurence où il dévoile son mépris pour Pauline, dont il n'est nullement amoureux. Laurence garde la lettre sans l'ouvrir et Lavallée la remet à Pauline. Malheureusement, en manipulant Pauline, Montgenays parvient à récupérer la lettre malheureuse et à lui substituer une fausse déclaration d'amour pour Pauline. Dès lors, Laurence ne parvient plus à prévenir son amie : les vertus de Pauline ont laissé place à son ambition et à son désir de gloire, et elle est persuadée que Laurence la jalouse. Pauline se brouille avec Laurence. Montgenays manipule encore Pauline qui devient sa maîtresse et puis mère. Il l'épouse alors « par ostentation », mais la néglige aussitôt et la trompe. Pauline finit encore plus malheureuse qu'en province et Laurence n'arrive jamais à se réconcilier avec elle.

## Élaboration du roman
Dans une notice parue dans une réédition du roman chez Michel Lévy en 1852, George Sand explique avoir entamé l'écriture de Pauline à Paris en 1832, puis avoir égaré le manuscrit, qu'elle n'a retrouvé que des années après à la campagne, où elle le reprit pour le terminer. Sand présente son récit comme « une courte peinture de l'esprit provincial ». La publication de Pauline intervient à une époque où George Sand participe régulièrement à la Revue des deux Mondes, dont le directeur, François Buloz, lui réclame souvent des textes à publier. La reprise et la fin de l'écriture du roman semblent s'être déroulées en quelques jours au mois de décembre 1839. Le manuscrit de Pauline a été conservé et se trouve dans le fond Lovenjoul de la Bibliothèque de l'Institut de France,.

## Histoire éditoriale
Pauline paraît d'abord en deux livraisons les 15 décembre 1839 et 1er janvier 1840 dans la Revue des deux Mondes. Le roman paraît ensuite en volume chez Magan et Cormon en mars 1841, regroupé avec Les Mississippiens, « tableau dialogué ». Il est réédité, seul ou regroupé avec d'autres textes, jusqu'à la fin du XIXe siècle. Les rééditions d'après 1841 comprennent de légères différences. Une réédition illustrée du roman paraît dans les Œuvres illustrées de George Sand à Paris chez Hetzel qui paraissent entre 1852 et 1856, avec des gravures de Delaville d'après des illustrations de Tony Johannot. Pauline est le quatrième roman inclus dans le volume II, paru en 1852.
Par la suite, le roman ne semble plus avoir réédité jusqu'en 1986, année où il paraît dans un volume Nouvelles assuré par Ève Sourian à Paris aux éditions Des Femmes, regroupé avec les nouvelles La Marquise, Metella, Mattea et Lavinia. Les rééditions reprennent alors plus fréquemment. Le roman est réédité à Lyon au Chardon bleu en 1997, chez Gallimard dans la collection Folio (série « Femmes de lettres ») dans une édition assurée par Martine Reid, en 2007 et à Clermont-Ferrand aux éditions Paleo la même année.